# Pierce McCan
Pierce McCan (Prospect Lodge, 2 agosto 1882 – Dublino, 6 marzo 1919) è stato un politico irlandese.

## Biografia
McCan è nato a Prospect Lodge, Ballyanne Desmesne, Contea di Wexford, figlio di Francis McCan e Jane Power. Era nipote di Patrick Joseph Power, deputato per East Waterford dal 1885 al 1913. Ha frequentato Clongowes Wood College He attended Clongowes Wood College. He resided at Ballyowen House, Dualla, Cashel, County Tipperary, was an "extensive farmer" and was a member of the Tipperary Hunt.
Nel 1905 fu tra i fondatori dello Sinn Féin. Aderì alla Gaelic League nel 1909 e fu un membro degli Irish Volunteers a partire dal 1914.
Dopo che più di 2.000 prigionieri tedeschi e austriaci furono imprigionati nella caserma di Richmond, Templemore dopo le prime battaglie della prima guerra mondiale nel 1914, complottò per progettare una fuga di massa, ma il piano sfumò quando i prigionieri furono spostati a Leigh, Lancashire nel 1915. Fu internato nel 1916 dopo la Rivolta di Pasqua per diversi mesi nella caserma di Richmond di Dublino, e a Knutsford, in Inghilterra. Nel maggio 1918 fu arrestato con l'accusa di aver complottato con agenti tedeschi e detenuto nel carcere di Gloucester. 
McCan fu presidente dell'esecutivo del Sinn Féin per l'East Tipperary. Mentre si trovava incarcerato fu eletto deputato dello Sinn Féin nel Collegio di East Tipperary nelle elezioni generali nel Regno Unito del 1918.
Nel gennaio 1919, i deputati del Sinn Féin si rifiutarono di riconoscere il Parlamento del Regno Unito e si riunirono invece nella Mansion House di Dublino come parlamento rivoluzionario chiamato Dàil Eireann. McCan non si sedette mai nel Dàil Eireann, morendo in prigione nel 1919 durante la pandemia influenzale del 1918
 Il 9 marzo 1919, McCan fu sepolto a Dualla, presso Cashel.

### Eventi successivi
Il seggio lasciato da McCan fu lasciato vacante e nessuna elezione suppletiva fu indetta per sostituirlo nella circoscrizione britannica. Dopo il 1º aprile 1922, l'Irish Free State (Agreement) Act, 1922 proibì qualsiasi elezione suppletiva, e la circoscrizione fu abolita quando il parlamento fu sciolto il 26 ottobre 1922 per le elezioni generali nel Regno Unito del 1922.